# 國際流星組織
國際流星組織（英語：International Meteor Organization，IMO）成立於1988年，擁有數百位會員，總部位於比利時梅赫倫。國際流星組織是因應日漸增多的國際合作業餘流星工作需求而成立的。他們以多種方法蒐集來自世界各地的流星觀測，確保对流星雨和彗星與星際塵埃的關聯性进行全面的研究。
國際流星組織出版的會刊是WGN（雙月刊），由1979年起，每年召開國際流星會議（International Meteor Conference，IMC）。

## 外部連結
- 官方网站
- 國際流星組織的Facebook專頁
- 國際流星組織的X（前Twitter）
- YouTube上的國際流星組織頻道
- WGN國際流星組織期刊 (雙月刊)